# Drew Roy

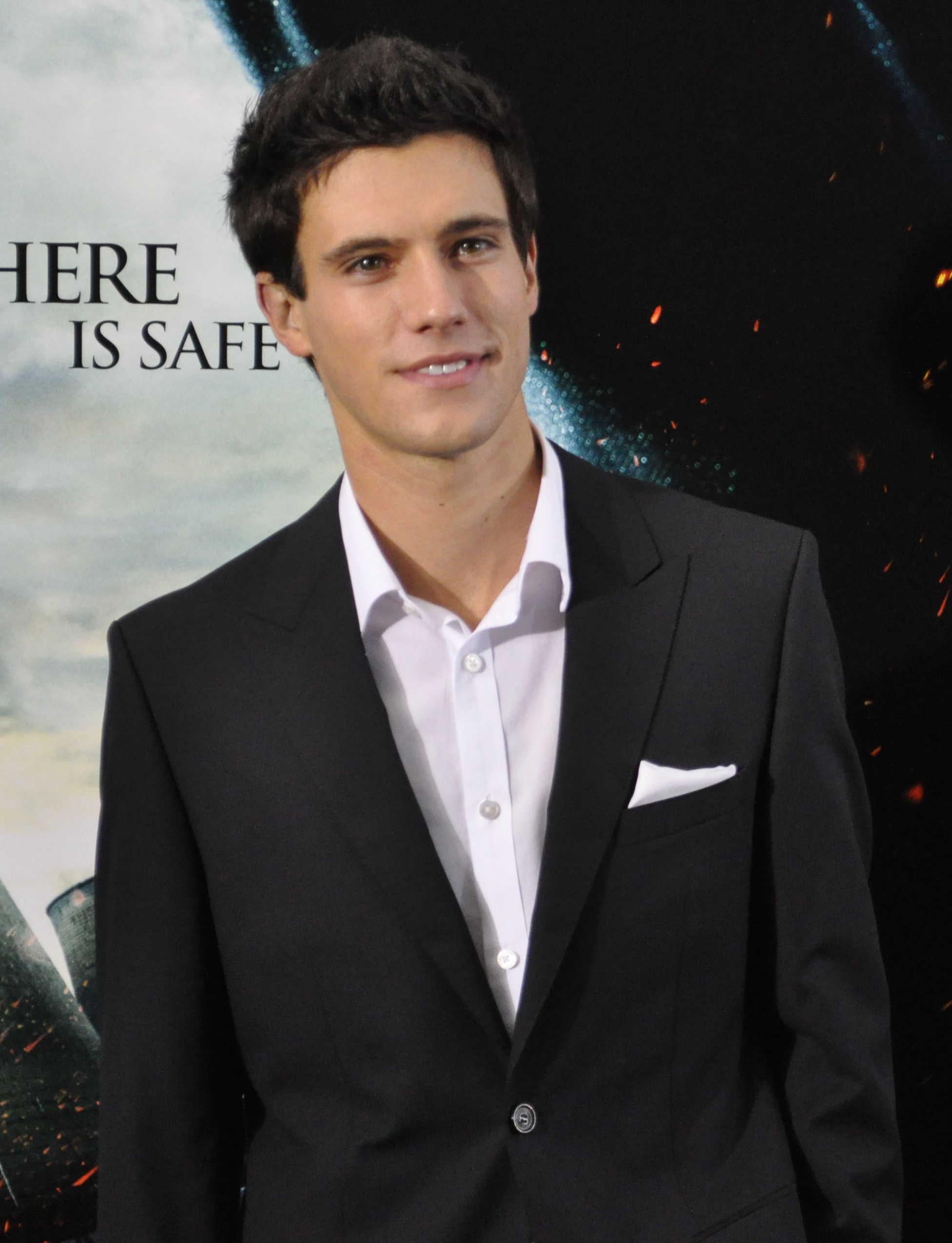
Drew Roy im November 2010

Drew Roy (* 16. Mai 1986 in Clanton, Alabama) ist ein US-amerikanischer Schauspieler.

## Leben
Roy ist in Clanton, Alabama aufgewachsen und zog dann für seine Schauspielkarriere nach Los Angeles. Von 2006 bis 2008 spielte er in einigen weniger bekannten Filmen mit und hatte einen Gastauftritt in Greek, der jedoch rausgeschnitten wurde.
2009 ergatterte er eine Nebenrolle als Griffin in zwei Episoden der Serie iCarly. Zu der Serie kehrte er für eine weitere Episode im Jahr 2010 zurück. Ebenfalls 2009 bekam er die Nebenrolle des Jesse in Hannah Montana. Eine weitere Nebenrolle hatte er in der Serie Lincoln Heights. Im Jahr 2010 spielte er die Rolle des Jordan Brady in Zeit der Sehnsucht sowie in den Filmen Costa Rican Summer und an der Seite von Diane Lane in dem Walt-Disney-Film Secretariat.
Seine größte Rolle bekam er 2011 in der Steven-Spielberg-Serie Falling Skies, in der er von Juni 2011 bis August 2015 die Hauptrolle des Hal Mason an der Seite von Noah Wyle spielte.

## Filmografie (Auswahl)

### Filme
- 2006: Curse of Pirate Death
- 2007: Blink
- 2009: Tag
- 2010: Costa Rican Summer
- 2010: Secretariat – Ein Pferd wird zur Legende (Secretariat)
- 2018: Der Killer-Trainer (Blood, Sweat, and Lies)
- 2019: The Murder of Nicole Brown Simpson

### Serien
- 2009: Greek (5 Episoden)
- 2009: Lincoln Heights (3 Episoden)
- 2009–2010: iCarly (3 Episoden)
- 2009–2011: Hannah Montana (5 Episoden)
- 2011–2015: Falling Skies (52 Episoden)
- 2017: The Last Ship (5 Episoden)
- 2017: Timeless (Episode 1x13)
- 2021: iCarly (Episode 1x09)